# Cerro Salvador
El cerro Salvador es una elevación de 282 m s. n. m. ubicada en la parte noroeste de la península de San Luis, al norte de la isla Soledad en las Islas Malvinas, cerca de la bahía de la Anunciación y del asentamiento de Salvador.